# Оптрон

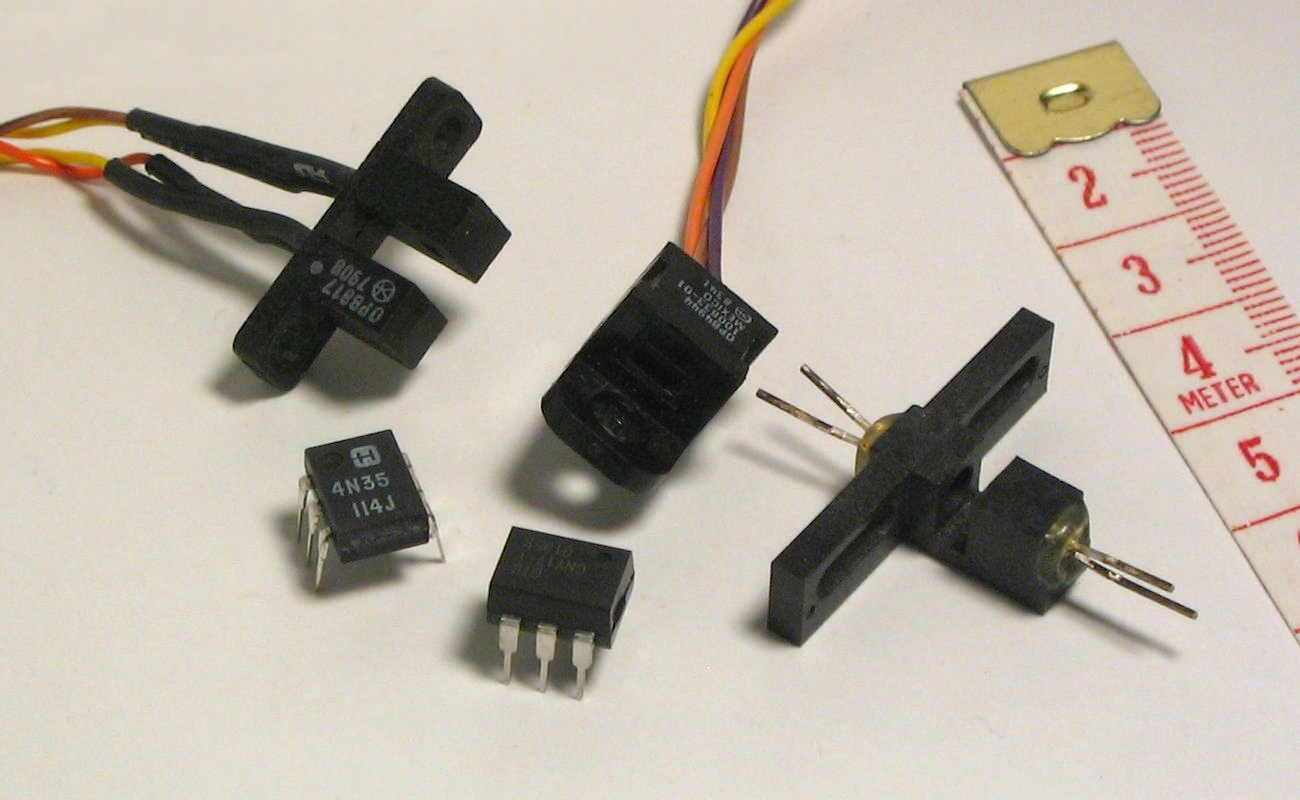
Різні види оптронів

Оптрон (оптопара) (від ОПтика і елекТРОН) — найпростіший оптикоелектронний пристрій, що складається з джерела світла, фотоприймача й оптичного узгоджувального або керуючого середовища. Оптрони широко використовують у пристроях обчислювальної техніки, автоматики тощо.
Оптопара — оптоелектронний напівпровідниковий прилад, який складається з випромінювача та приймача випромінювання, між якими є оптичний зв'язок і забезпечена електрична ізоляція.

Для сучасних цифрових технологій оптрони уже занадто повільні і 
громіздкі. Від 1990-х років, дослідники вивчили і поліпшили інші, швидші 
і компактніші технології. Ізолятори, на основі пласких трансформаторів 
(Analog Devices) і на основі ємнісного зв'язку (Texas Instruments) були 
популярні на початку 2000-х. Третя альтернативна технологія, 
базована на ефекті гігантського 
магнетоопору , відома на ринку з 2002 року ( NVE Corporation). На 
2010 рік, промислові зразки мають швидкість до 150 Мб/с і стійкість до 
перенапруг до 25 кВ/мкс, порівняно з  10 кВ/мкс для оптоізоляторів. На 
відміну від оптоізоляторів, які переважно є збіркою дискретних 
світлодіодів і сенсорів, нові прилади є мікросхемами, кількість каналів 
у яких легко нарощується.